# Monumento a la Santa Cruz de Pacairigua
El Monumento a la Santa Cruz de Pacairigua (también llamado popularmente La Cruz de Pacairigua) es una estructura de forma de cruz, localizada en Guatire, Zamora, Miranda, Venezuela. Se celebra la creación del Monumento los 3 de mayo de cada año, día de la Cruz de mayo. Es un lugar turístico de Guatire, y da la bienvenida a la ciudad.
Obra hecha por la alcaldía del Municipio Zamora el 3 de mayo de 1998, en el mando de la alcaldesa Carmen Cuevas.

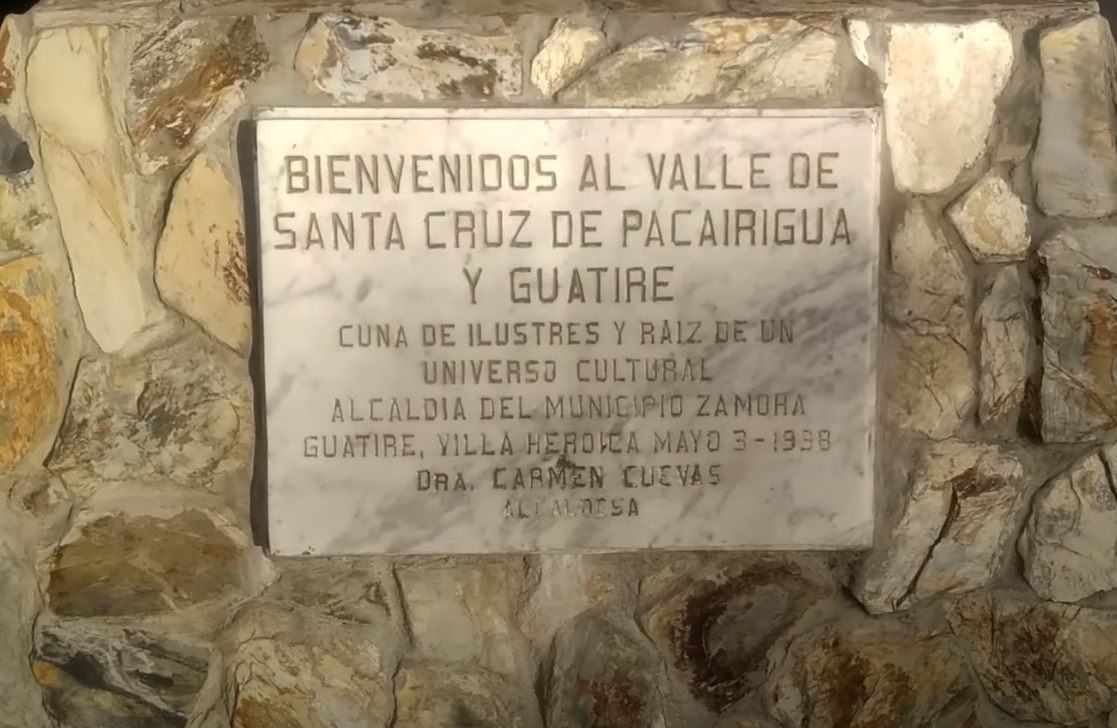
Placa de bienvenida del Monumento.

## Características

### Ubicación
Está localizada entre la Avenida Villa Heroica y la Avenida Bermúdez, al lado del Colegio Santa María Goretti, en la ciudad de Guatire, ubicado en el Municipio Zamora, Estado Miranda, en Venezuela.

### Toponimia
El nombre tiene origen en la época de la conquista de Guatire, cuando los españoles se asentaron en estos valles en 1578 y lo llamaron Valle de Santa Cruz de Pacairigua.

### Materiales
Es hecho de cemento, concreto y otros materiales como piedras y luces.